# 渋谷TAKE OFF 7
渋谷TAKE OFF 7（しぶやテイクオフセブン）は、東京都渋谷区にあるライブハウスである。運営は、株式会社KOXラジオである。

## 概要
- 1980年10月、渋谷PARCO pub PARCO 7階にて開業[1]

- 1984年12月、公園通りビル 6階へ移転

- 1988年6月、スタジオパルコ（現トウセン宇田川ビル）5階へ移転

- 1995年9月、スタジオパルコ（現トウセン宇田川ビル）3階へ移転
- 2009年11月1日、アソルティ渋谷ビル 地下1階へ移転。現在に至る

過去にBOØWY、プリンセス プリンセス、石川よしひろ、所ジョージなどが出演経験がある。中でもDREAMS COME TRUEについては、中村正人が「ドリカム発祥の地」と語るほど思い入れが強く、過去にはCM撮影でわざわざ本ライブハウスを再現したこともあるほど。またLINDBERGも本ライブハウスを「出発の地」と呼んでおり、2002年8月には解散ライブを同地で行っている。
名称の由来は、開業時の場所が7階にあり、この7階からアーティストが飛び立って欲しいという思いから。

## 現在

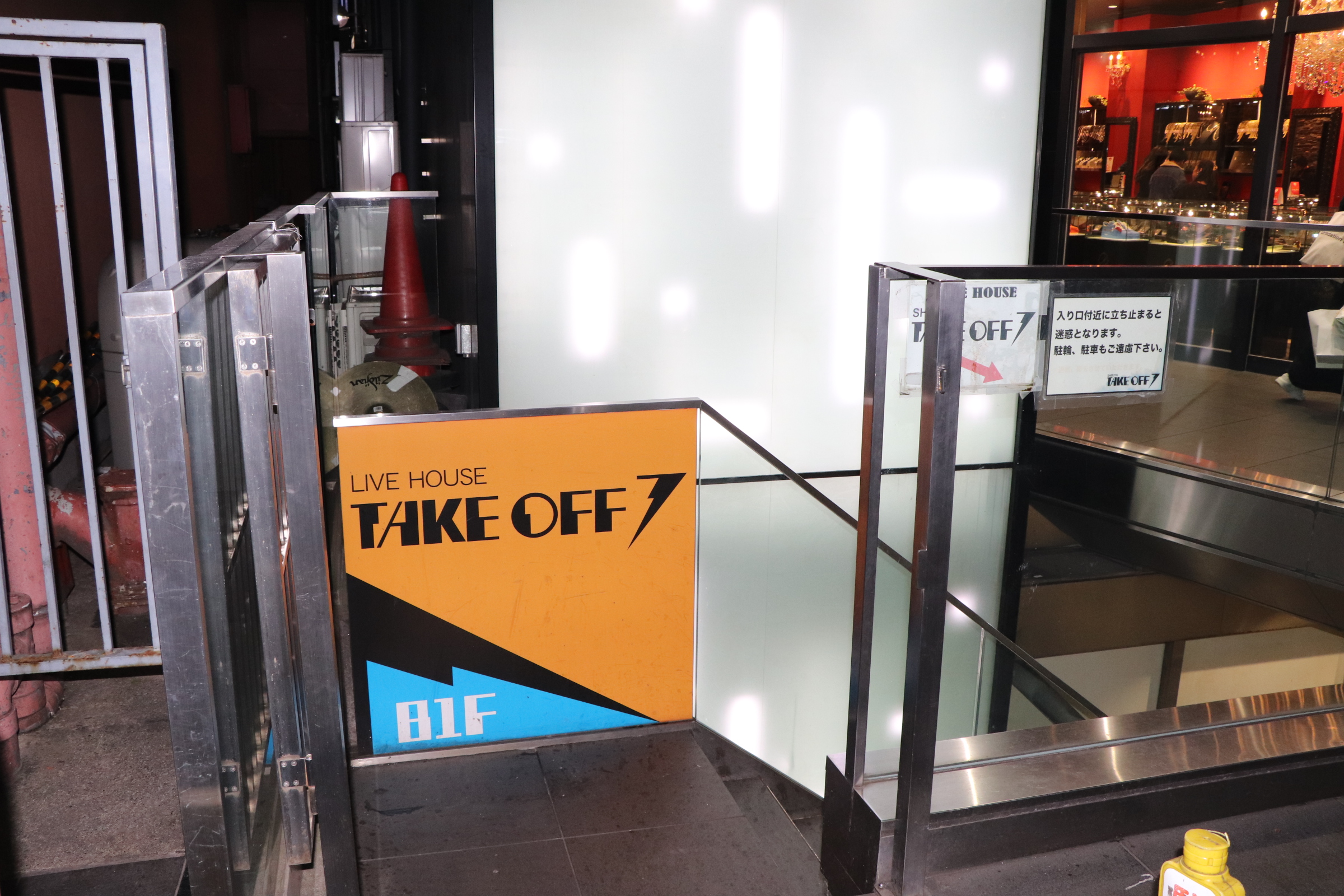
TAKEOFF7（2019年12月）

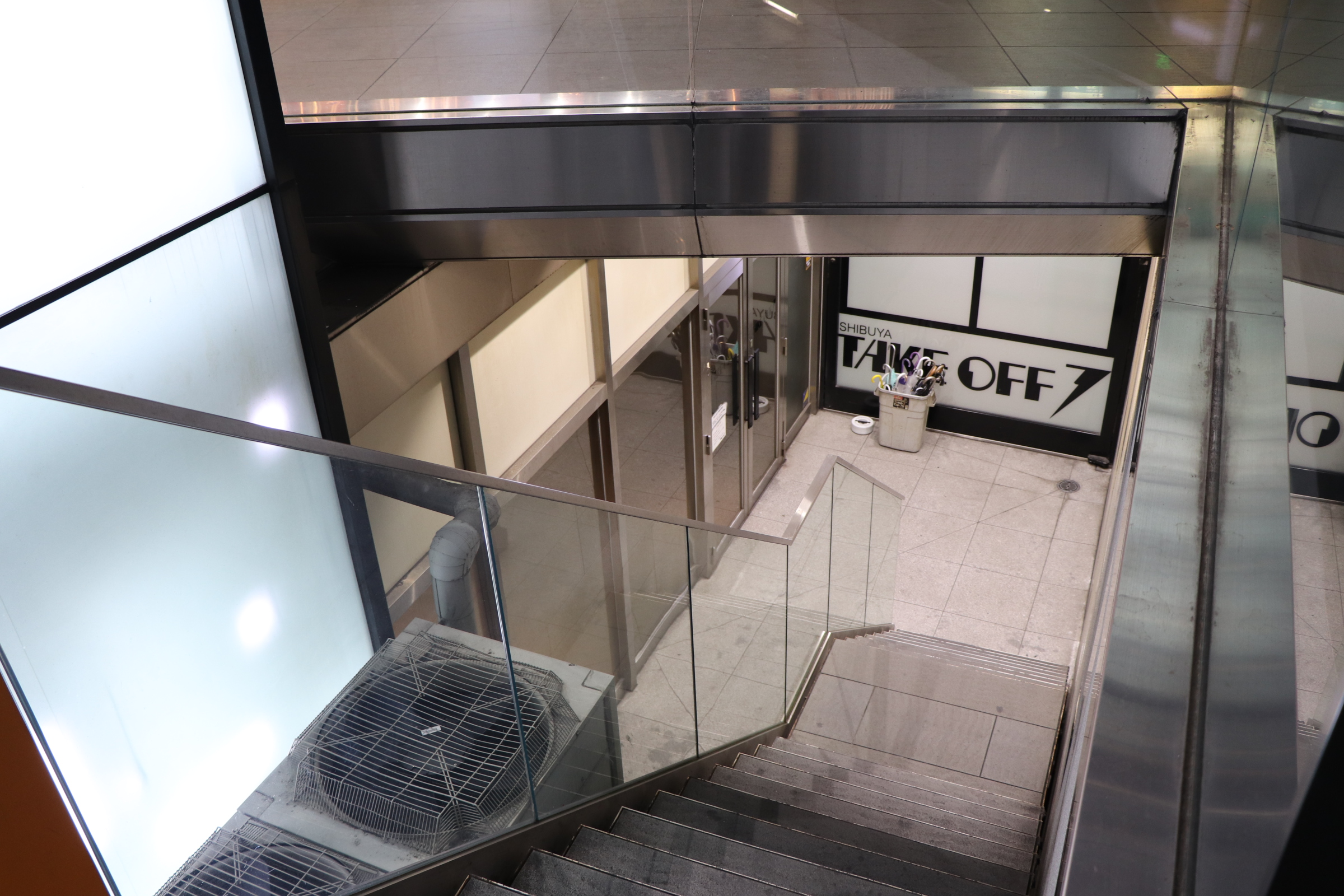
TAKEOFF7（2019年12月）

- 所在地：東京都渋谷区宇田川町　32-12 アソルティ渋谷B1
- 最寄駅：渋谷駅（JR山手線・埼京線・湘南新宿ライン、東京メトロ銀座線・半蔵門線・副都心線、東急電鉄東横線・田園都市線、京王井の頭線）
- 収容人数：200人（スタンディング）、60～100人（イス席）